# 별내면
별내면(別內面)은 대한민국 경기도 남양주시의 면이다.

## 연혁
- 1914년 4월 1일 : 동촌리, 영지동, 서촌리, 내곡리, 전도리 5개 리(→진접면 내곡리)를 제외한 별비면과 내동면, 노원면 불암리를 합하여 별내면이라 칭함. 현재의 의정부시 고산동, 산곡동에 속하는 고산리, 산곡리도 이 지역에 속했다.

| 경기도령 제3호                                                                     |                                                             |
| 구 행정구역                                                                        | 신 행정구역                                                 |
| 양주군 별비면 (동촌리, 영지동, 서촌리, 내곡리, 전도리를 제외) 양주군 노원면 불암리 | 별내면 (→ 광전리, 덕송리, 용암리, 청학리, 퇴계원리, 화접리) |
| 양주군 내동면                                                                      | 별내면 (→ 고산리, 산곡리)                                   |
- 1966년 7월 11일 : 퇴계원 출장소 설치
- 1980년 4월 1일 : 행정구역 개편으로 행정리 4개리를 의정부로 편입하여 행정리를 13개리로 정함.
- 1987년 1월 1일 : 행정리를 21개리로 증리
- 1989년 4월 1일 : 퇴계원출장소를 면으로 승격분리(행정리 13개리)
- 1995년 1월 1일 : 남양주시 통합으로 남양주시 별내면이 됨
- 1997년 7월 30일 : 행정리를 2개리 증리해 16개리가 됨
- 2000년 1월 15일 : 행정리를 5개리 증리해 21개리가 됨
- 2000년 12월 28일 : 행정리를 1개리 증리해 22개리가 됨
- 2003년 2월 4일 : 행정리를 2개리 증리해 24개리가 됨
- 2005년 5월 12일 : 행정리를 1개리 증리해 25개리가 됨
- 2005년 6월 1일 : 청학출장소 설치
- 2009년 12월 16일 : 청학출장소 폐지, 별내면 덕송리 114-8에서 별내면 광전리 122-6로 면사무소 이전
- 2012년 1월 2일 : 행정리를 9개리 감리해 16개리가 됨, 덕송1~2리, 화접1~7리를 통합해 별내동 신설
- 2017년 2월 6일: 별내동과 별내면을 관할하는 별내 행정복지센터가 개청하였다.[1]

## 법정리
덕송리, 화접리는 2012년 1월 2일부터 별내동으로 분할되었다.
| 법정리 | 한자명 | 행정리 |
| ------ | ------ | --- |
| 광전리 | 廣田里 | 광전1리, 광전2리 |
| 용암리 | 龍岩里 | 용암1리, 용암2리 |
| 청학리 | 靑鶴里 | 청학1리, 청학2리, 청학3리, 청학4리, 청학5리, 청학6리, 청학7리, 청학8리, 청학9리, 청학10리, 청학11리, 청학12리, 청학13리, 청학14리 |

## 교통
수도권제1순환고속도로 별내 나들목과 철도 경춘선이 인접해 있다.

## 교육
- 별내초등학교
- 별내중학교
- 청학고등학교
- 경은학교

## 아파트
| 단지명         | 건설사                    | 시행사       | 주소                    | 입주        | 비고 |
| -------------- | ------------------------- | ------------ | ----------------------- | ----------- | ---- |
| 청학주공 1단지 | ㈜한양                    | 대한주택공사 | 별내면 청학로114번길 17 | 1999년 8월  |      |
| 청학주공 3단지 | ㈜한양                    | 대한주택공사 | 별내면 청학로68번길 23  | 1999년 9월  |      |
| 청학주공 4단지 | ㈜동문건설 ㈜일신건영     | 대한주택공사 | 별내면 청학로68번길 24  | 1999년 9월  |      |
| 청학주공 2단지 | ㈜동양고속건설 ㈜일신건영 | 대한주택공사 | 별내면 청학로114번길 18 | 1999년 10월 |      |
| 청학주공 5단지 | ㈜일신                    | 대한주택공사 | 별내면 청학로68번길 6   | 2000년 9월  |      |
| 청학주공 6단지 | ㈜태왕                    | 대한주택공사 | 별내면 청학로114번길 43 | 2002년 4월  |      |
| 청학주공 7단지 | ㈜신성                    | 대한주택공사 | 별내면 청학로114번길 34 | 2002년 7월  |      |